# Amegilla asserta
Amegilla asserta là một loài Hymenoptera trong họ Apidae. Loài này được Cockerell mô tả khoa học năm 1926.

## Hình ảnh

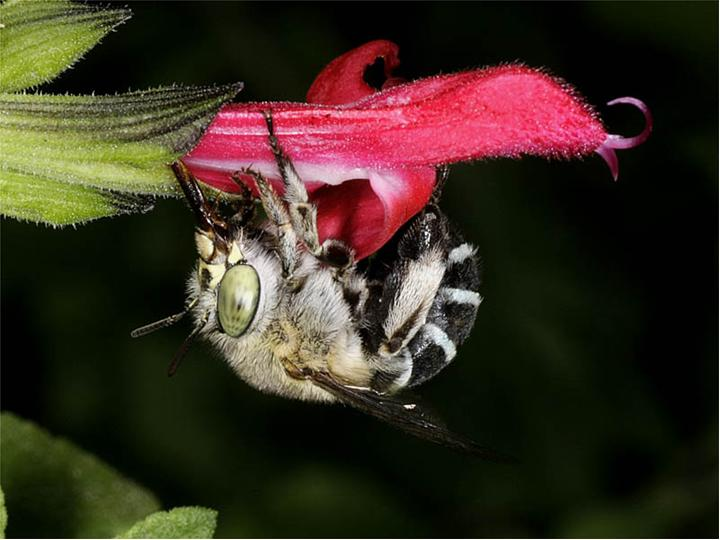
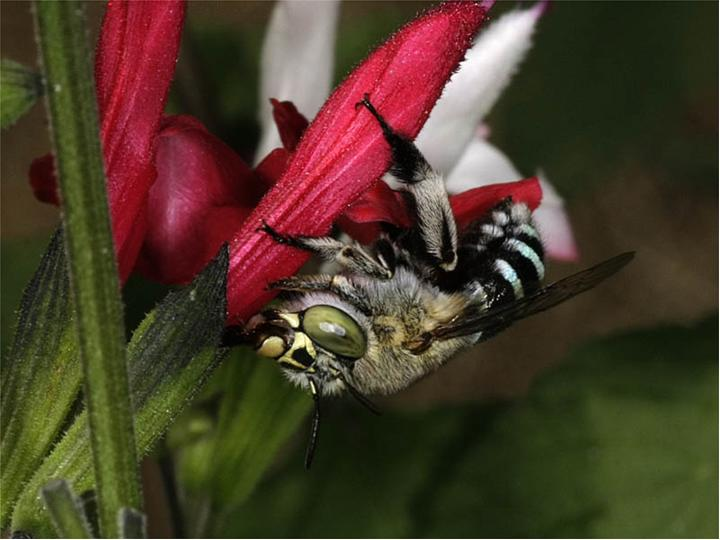